# بیوفرت، ویکتوریا
بیوفرت (به انگلیسی: Beaufort) یک منطقهٔ مسکونی در استرالیا است که در Shire of Pyrenees واقع شده‌است.